# Lumineszenz
Bei der Lumineszenz wird ein physikalisches System durch von außen zugeführte Energie in einen angeregten Zustand versetzt und emittiert beim Übergang in seinen Grundzustand Photonen. Die Bezeichnung Lumineszenz bezeichnet sowohl den Prozess (das Phänomen) als auch die durch diesen ausgesandte Strahlung.
Wenn zwischen der Absorption der Energie und der Emission kein Aktivierungsprozess stattfindet, dann spricht man von Fluoreszenz; wenn ein angeregter Zwischenzustand die Energie für eine gewisse Zeit „einfrieren“ kann, dann von Phosphoreszenz.

## Unterscheidung nach Mechanismus der Anregung des Systems
Je nach Art der Anregung unterscheidet man verschiedene Arten der Lumineszenz:
| Arten der Lumineszenz                 | Die Anregung des Systems erfolgt durch …                                            | Beispiele und Bemerkungen |
| ------------------------------------- | ----------------------------------------------------------------------------------- | --- |
| Elektrolumineszenz                    | ein elektrisches Feld                                                               | Leuchtdioden, EL-Folien oder OLEDs |
| Chemilumineszenz                      | eine chemische Reaktion                                                             | Luminol zum Nachweis von Blut |
| Candolumineszenz                      | heterogen-katalytische Rekombination von Radikalen                                  | vermutlich im Glühstrumpf; wird in der Analytik verwendet |
| Biolumineszenz                        | eine chemische Reaktion in lebenden Organismen                                      | Oxidation von Luciferin im Leuchtkäfer, Shining wood |
| Kathodolumineszenz                    | Beschuss mit Elektronen                                                             | Leuchtschirm einer Kathodenstrahlröhre, Kathodolumineszenzmikroskop |
| Radiolumineszenz oder Ionolumineszenz | Bestrahlung mit Alpha- oder Beta-Strahlung oder anderen hochenergetischen Partikeln | nachleuchtende Markierungen auf Zeigern durch Beimischen von Radium zu phosphoreszierendem Material |
| Photolumineszenz                      | Photonen                                                                            | Nach der Art des strahlenden Übergangs unterscheidet man - Fluoreszenz (in Leuchtstoffbeschichtungen von Leuchtmitteln) und - Phosphoreszenz (in nachleuchtenden Leuchtfarben). Eine wissenschaftliche Anwendung ist die Photolumineszenz-Spektroskopie. Wenn es sich bei der absorbierten EM-Strahlung um Röntgenstrahlung handelt, verwendet man den Begriff Röntgenfluoreszenz. Der Mößbauer-Effekt beschreibt Absorption und Emission von Gammastrahlung. |
| Optisch stimulierte Lumineszenz       | Freisetzung von im Material gespeicherter Energie durch Bestrahlung mit Licht       | Anwendung bei der Dosimetrie mit OSL-Dosimetern |
| Thermolumineszenz                     | Freisetzung von im Material gespeicherter Energie durch Temperaturerhöhung          | Anwendung bei der Thermolumineszenzdatierung und Thermolumineszenzdosimetern |
| Sonolumineszenz                       | Schallwellen (in Flüssigkeiten)                                                     | |
| Tribolumineszenz                      | verschiedene, verursacht oder ausgelöst durch Reibung oder Auseinanderreißen        | bei Zuckerkristallen oder beim Öffnen von selbstklebenden Briefumschlägen |
| Fractolumineszenz                     | Zerbrechen von Kristallstrukturen                                                   | Sonderfall der Tribolumineszenz |
| Lyolumineszenz                        | Auflösen mancher Stoffe                                                             | |
| Aquolumineszenz                       | Auflösen von Kristallstrukturen in Wasser                                           | Sonderfall der Lyolumineszenz |
| Kristallolumineszenz                  | Auskristallisieren von Kristallen                                                   | Arsentrioxid |
| Piezolumineszenz                      | Pressen von Quarzen                                                                 | verwandt mit Piezoelektrizität |
| Anti-Stokes-Lumineszenz               | Phononen in Festkörpern                                                             | nichtlineare Raman-Spektroskopie |

## Fluoreszenz und Phosphoreszenz
Die verschiedenen Arten der Lumineszenz können auch nach der Dauer des Leuchtens nach Ende der Erregung eingeteilt werden.
Ein sehr kurzes Nachleuchten (meist weniger als eine millionstel Sekunde) als unmittelbare Folge und Begleiterscheinung der Anregung bezeichnet man mit dem Begriff der Fluoreszenz, wohingegen Phosphoreszenz ein längeres Nachleuchten von mindestens 1/1000 Sekunde nach der Anregung beschreibt.
Beispiele für beide Vorgänge im Bändermodell: Durch die Anregung des Stoffes gelangen die Elektronen vom Valenzband in das
Leitungsband. Im Falle der Fluoreszenz rekombinieren diese Leitungselektronen unter Emission von elektromagnetischer Strahlung direkt wieder mit einer Elektronenleerstelle im Valenzband. Bei der Phosphoreszenz hingegen werden, durch in das Material eingebrachte Störstellen, metastabile Zwischenniveaus in der verbotenen Zone erzeugt, die so genannten Haft- bzw. Aktivatorterme. Im Grundzustand sind die Aktivatorterme mit Elektronen besetzt, die Haftstellen bleiben leer. Nachdem die Elektronen durch die Anregung vom Valenzband in das Leitungsband gehoben wurden, werden die entstandenen Defektelektronen mit Elektronen aus den Aktivatortermen aufgefüllt. Die freien Elektronen sind bestrebt, mit den Defektelektronen aus dem Aktivatorterm zu rekombinieren. Dabei werden sie von den Haftstellen eingefangen. Es ist auch möglich, dass die Elektronen vom Valenzband direkt in die Haftstelle gehoben werden (direkte Anregung). Durch erneute Energieeinwirkung können diese Elektronen wieder in das Leitungsband gehoben werden und von dort aus unter Emission von Licht der Energie {\displaystyle \Delta E} mit Defektelektronen aus dem Aktivatorterm rekombinieren.
Die Untersuchung der Lumineszenz beispielsweise bei Kristallen wird mittels des Phosphoroskops nach Becquerel durchgeführt.

## Sonderfall: Erwärmung setzt anderweitig deponierte Energie frei
Die sogenannte Thermolumineszenz wurde 1663 von Robert Boyle entdeckt.
In manchen Stoffen wie z. B. Quarz oder Feldspat wird Energie des Zerfalls natürlich vorkommender instabiler Nuklide sowie der kosmischen Strahlung, in Form von Strahlenschäden im Kristallgitter gespeichert. Dabei werden Elektronen in „Elektronenfallen“ zwischen Valenz- und Leitungsband festgesetzt. Beim Erhitzen auf Temperaturen um 300 °C bis 500 °C setzt thermisch stimulierte Lichtemission (Thermolumineszenz) ein: angeregte Elektronen verlassen ihren metastabilen Zustand und fallen unter Lichtemission auf niedrigere Energieniveaus zurück. Da nach relativ kurzer Zeit sämtliche angeregte Elektronen auf ein niedrigeres Energieniveau gefallen sind, tritt dieser Thermolumineszenz genannte Effekt nur beim ersten Erhitzen auf. Es kann auf die gespeicherte Energie rückgeschlossen werden. Diese hängt von der Intensität und der Zeitdauer der vorhergehenden akkumulierten Energie ab. Somit ergibt sich die Möglichkeit der Thermolumineszenzdatierung über Millionen von Jahren (Bestrahlungsalter). Weniger lange haltbar, dafür aber oft schon mit milder Temperaturerhöhung freizusetzen, ist die Energie von phosphoreszierenden Stoffen.
Der geleerte Energiespeicher kann benutzt werden, um die Energiedosis ionisierender Strahlung zu bestimmen, indem man nach der Exposition erneut erhitzt und die Lumineszenz misst. Geeignet sind Materialien mit bei Raumtemperatur stabilen Defekten, wie z. B. Lithiumfluorid, das zudem sehr strahlenempfindlich ist. Ergebnis ist ein Thermolumineszenzdosimeter. So kann auch eine Lebensmittelbestrahlung nachgewiesen werden.
Thermolumineszenz-Messungen können auch in der Photosyntheseforschung wichtige Informationen liefern. Auch hier entstehen, nach Anregung mit Licht, metastabile Radikalpaare, die durch Wärmezufuhr rekombinieren. Peaktemperatur und Ausmaß des emittierten Lichtes lassen Rückschlüsse auf den Zustand des Photosyntheseapparates zu.